# Studentenpfarrer
Studentenpfarrer, auch Hochschulpfarrer genannt, sind Pfarrer der evangelischen und der katholischen Kirche mit einem besonderen Seelsorgeauftrag für Studenten und Mitarbeiter der Universitäten und Hochschulen. 
In der Regel tun sie ihren Dienst in der Evangelischen Studierendengemeinde (ESG) oder in der Katholischen Hochschulgemeinde (KHG), die ein speziell auf Studenten und andere Hochschulangehörige zugeschnittenes Programm kirchlicher Arbeit verantworten.
Mitunter sind die Studentenpfarrer auch in den wissenschaftsethischen Diskurs an ihrer Universität oder Hochschule eingebunden.
Viele der bedeutenden Führungspersönlichkeiten der Kirchen und manche Theologieprofessoren waren zunächst als Studentenpfarrer tätig. Beispiele hier sind:
- Dietrich Bonhoeffer
- Klara Butting
- Heinz-Josef Durstewitz
- Klaus Engelhardt
- Johannes Friedrich
- Johannes XXIII.
- Egon Kapellari
- Arndt von Kirchbach
- Wilhelm Korff
- Wolf Krötke
- Hanns Lilje
- Georg Seelmann
- Reinhard Schmidt-Rost
- Heinrich Schnuderl
- Rudolf Schulze